# Patinação artística nos Jogos Asiáticos de Inverno de 2017 - Duplas
A competição duplas da patinação artística na Jogos Asiáticos de Inverno de 2017 foi realizada no Makomanai Ice Arena em Sapporo, Japão. O programa curto foi disputado no dia 24 de fevereiro e a patinação livre no dia 25 de fevereiro.

## Medalhistas
| Ouro   | CHN Yu Xiaoyu / Zhang Hao    |
| Prata  | CHN Peng Cheng / Jin Yang    |
| Bronze | PRK Ryom Tae-ok / Kim Ju-sik |

## Resultados
| Pos.              | Nome                           | Nacionalidade   | Pontos | PC        | PL         |
| ----------------- | ------------------------------ | --------------- | ------ | --------- | ---------- |
| Medalha de ouro   | Yu Xiaoyu / Zhang Hao          | China           | 223.88 | 77.90 (1) | 145.98 (1) |
| Medalha de prata  | Peng Cheng / Jin Yang          | China           | 197.06 | 67.24 (2) | 129.82 (2) |
| Medalha de bronze | Ryom Tae-Ok / Kim Ju-Sik       | Coreia do Norte | 177.40 | 65.22 (3) | 112.18 (3) |
| 4                 | Kim Su-Yeon / Kim Hyung-Tae    | Coreia do Sul   | 149.40 | 49.28 (4) | 100.12 (4) |
| 5                 | Kim Kyu-Eun / Alex Kam         | Coreia do Sul   | 141.88 | 46.64 (6) | 95.24 (5)  |
| 6                 | Narumi Takahashi / Ryo Shibata | Japão           | 130.53 | 48.78 (5) | 81.75 (6)  |
| 7                 | Paris Stephens / Matthew Dodds | Austrália       | 91.90  | 29.52 (7) | 62.38 (7)  |
| WD                | Miu Suzaki / Ryuichi Kihara    | Japão           | —      | — (WD)    |            |

Legenda
| Recorde mundial      | Recorde mundial (World record)               |                       | Recorde africano                      | Recorde africano (African) |                                           | Q | Classificado por posição (Qualified) |
| Recorde olímpico     | Recorde olímpico (Olympic record)            | Recorde da América    | Recorde da América (Americas)         | q                          | Classificado por melhor tempo (Qualified) |   |                                      |
| Melhor marca do ano  | Melhor marca do ano (World leading)          | Recorde asiático      | Recorde asiático (Asian)              | DNS                        | Não largou (Did not start)                |   |                                      |
| Recorde nacional     | Recorde nacional (National record)           | Recorde europeu       | Recorde europeu (European)            | DNF                        | Não terminou (Did not finish)             |   |                                      |
| Recorde pessoal      | Recorde pessoal do atleta (Personal best)    | Recorde da Oceania    | Recorde da Oceania (Oceania)          | DSQ / DQ                   | Desclassificado (Disqualified)            |   |                                      |
| Recorde da temporada | Recorde da temporada do atleta (Season best) | Recorde sul-americano | Recorde sul-americano (South America) | NM                         | Sem marca (No mark)                       |   |                                      |